# RoboCup Junior
A Robocup Junior está intimamente ligada à  Robocup. Essa competição baseada na programação e engenharia introduz os objetivos da Robocup para alunos do ensino fundamental e médio (normalmente pessoas com menos de 18 anos). Os envolvidos criam e constroem robôs em uma variedade de desafios, e competem contra outros times. O projeto é coordenado por voluntários em nível internacional, nacionalmente entre muitos países diferentes ao redor do mundo e mesmo localmente entre escolas na mesma cidade.

## História
A Robocup Junior teve início em 1998 com uma demonstração feita na competição internacional da Robocup em Paris, na França. Em 1999, um workshop interativo foi realizado durante a Robocup em Estocolmo, na Suécia. No ano seguinte, em 2000, a primeira competição internacional da Robocup Junior foi realizada em Melbourne, na Austrália.

## Modalidades
A Robocup Junior é realizada em três categorias diferentes, nos níveis primário e secundário. São elas: Soccer Challenge, Rescue Challenge e Dance Challenge.

### Soccer Challenge
Nesse desafio equipes com 2 robôs autônomos competem em um pequeno campo de futebol pintado de verde. A bola contém no seu interior um transmissor, o que facilita a sua detecção por parte dos robôs.

### Rescue Challenge
Neste desafio as equipes têm de construir pequenos robôs capazes de andar por um cenário, de modo a encontrar as vítimas (desenhos coloridos no chão), desviar de obstáculos e enfrentar os desníveis no solo.
Tudo isto é feito de forma autônoma, devendo seguir uma linha (quando presente) no chão. Diferentes pontuações são atribuídas a diferentes tarefas bem-sucedidas e pontos são tirados por falhas na execução da tarefa. O tempo total é cronometrado.
A equipe que conseguir a maior pontuação é declarada campeã.

### Dance Challenge
Nesse desafio as equipes devem criar robôs e uma coreografia. O objetivo dessa modalidade é criar uma apresentação de dois minutos coreografada com uma música, com atenção especial para a construção e programação. Os integrantes da equipe podem dançar junto com os robôs. Um corpo de jurados decide os vencedores baseados em diversos critérios como programação, caracterização e coreografia.

## RoboCup Junior Brasil
Em 2005, o professor Fábio Ferreira (CIC Robotics) contatou os organizadores da RoboCup Brasil no intuito de viabilizar a participação de suas equipes no evento brasileiro, pois só havia competições comerciais de robótica destinadas à educação básica. Neste mesmo ano, em contato com o comitê da Robocup Federation propôs a criação do braços educacional da Robocup no Brasil. A iniciativa rendeu o convite ser o primeiro representante nacional do Brasil na RoboCup Junior Internacional. As equipes orientadas por ele também foram convidadas para representar o Brasil na RoboCup 2005, na cidade de Osaka, Japão. Ainda em 2005, o comitê RoboCup Junior foi formado para organizar o primeiro evento em 2006, na cidade de Campo Grande-MS. Nesta edição, ocorreram apenas as competições de Resgate e Dança com a presença de equipes de Salvador-BA e Campo Grande-MS. As equipes do CIC Robotics foram as únicas inscritas oficialmente na competição. Durante o evento, um mini-curso de robótica educacional foi promovido para estudantes de escolas públicas de Campo Grande-MS, que resultou na formação de duas equipes. As equipes CIC Robotics conquistou o primeiro lugar na categoria Rescue com o robô "Mouse" e na categoria Dance com o robô "Baianinha Cibernética", que dançou samba de roda do Recôncavo Baiano ao som de "O que é que a baiana tem?", de Dorival Caymmi e Carmem Miranda, sendo classificadas para representar o país na RoboCup Junior 2007, em Atlanta, EUA.

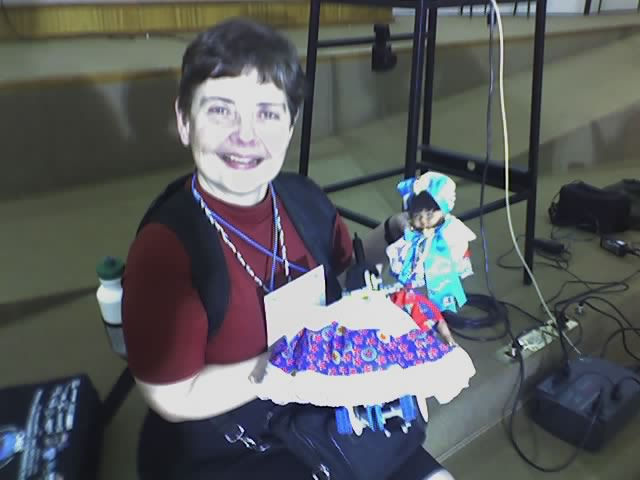
Foto tirada durante a I RoboCup Junior Brasil, no dia 18/07/2006, com a presidente da SBC (de 2003 a 2007), Dra. Claudia Bauzer Medeiros, e o robô "Baianinha Cibernética", da equipe CIC Robotics (Salvador-BA).

### Equipes brasileiras
- CIC Robotics - Salvador, Bahia
- Positronics - Olinda, Pernambuco
- Emerotecos - Vitória, Espírito Santo
- N@noBit- Paulista, Pernambuco
- Equipe Jaguar - Volta Redonda, Rio de Janeiro
- OpenSky Prime - Macapá, Amapá
- CHS TEAM - Equipes de Robótica da Comphaus, São Paulo, SP